# Amsterdam Crusaders 2014
Questa voce raccoglie le informazioni riguardanti gli Amsterdam Crusaders nella stagione 2014.

## Eredivisie

### Stagione regolare
| 23 febbraio 2014 1ª giornata | Hilversum Hurricanes | 8 – 9 (2-0 6-2 0-0 0-7) | Amsterdam Crusaders |  |

| 30 marzo 2014 5ª giornata | Amsterdam Crusaders | 49 – 0 | Hilversum Hurricanes |  |

| 13 aprile 2014 6ª giornata | Amsterdam Crusaders | 40 – 0 | Nijmegen Pirates |  |

| 27 aprile 2014 7ª giornata | Arnhem Falcons | 12 – 25 | Amsterdam Crusaders |  |

| 4 maggio 2014 8ª giornata | Amsterdam Crusaders | 20 – 14 | Amstelland Panthers |  |

| 18 maggio 2014 9ª giornata | Amsterdam Crusaders | 27 – 17 | Arnhem Falcons |  |

| 8 giugno 2014 11ª giornata | Alphen Eagles | 13 – 0 | Amsterdam Crusaders |  |

### Playoff
| 22 giugno 2014 Semifinale | Amsterdam Crusaders | 51 – 7 | Nijmegen Pirates |  |

| 6 luglio 2014 Tulip Bowl | Alphen Eagles | 14 – 12 | Amsterdam Crusaders |  |

## Statistiche di squadra
| Competizione           | %Vittorie | In casa | In casa | In casa | In casa | In casa | In casa | In trasferta | In trasferta | In trasferta | In trasferta | In trasferta | In trasferta | Totale | Totale | Totale | Totale | Totale | Totale |
| Competizione           | %Vittorie | G       | V       | N       | P       | Pf      | Ps      | G            | V            | N            | P            | Pf           | Ps           | G      | V      | N      | P      | Pf     | Ps     |
| ---------------------- | --------- | ------- | ------- | ------- | ------- | ------- | ------- | ------------ | ------------ | ------------ | ------------ | ------------ | ------------ | ------ | ------ | ------ | ------ | ------ | ------ |
| ED - Stagione regolare | .857      | 4       | 4       | 0       | 0       | 136     | 31      | 3            | 2            | 0            | 1            | 34           | 33           | 7      | 6      | 0      | 1      | 170    | 64     |
| ED - Playoff           | .500      | 1       | 1       | 0       | 0       | 51      | 7       | 1            | 0            | 0            | 1            | 12           | 14           | 2      | 1      | 0      | 1      | 63     | 21     |
| Totale                 | .778      | 5       | 5       | 0       | 1       | 187     | 38      | 4            | 2            | 0            | 2            | 46           | 47           | 9      | 7      | 0      | 2      | 233    | 85     |